# Direcția Generală de Poliție a Municipiului București
Direcția Generală de Poliție a Municipiului București (DGPMB), cunoscută și sub numele de Poliția Capitalei, este o instituție din cadrul Inspectoratului General al Poliției Române, subordonată Ministerului Afacerilor Interne. Aceasta are jurisdicție pe raza Municipiului București.

## Istoric
În timpul domniei lui Mihai Șuțu (sec. XIV) este organizată „Paza Bucureștiului”, luându-se măsuri pentru reglementarea armelor și fiind emise acte de identitate. Cu ocazia Revoluției Române de la 1848 poliția este reorganizată, având ca nume Poliția Capitalei. După instaurarea comunismului în România, în 1949, apare Miliția, cea de pe raza Bucureștiului fiind condusă de Inspectoratul Miliției Municipiului. După Revoluțiile de la 1989, denumirea instituției este schimbată în Direcția Generală de Poliție a Municipiului București.

## Departamente

### Serviciul Cabinet
Această structură internă asigură relațiile cu publicul, relaționarea cu alte instituții ale statului și are rolul de a administra situațiile excepționale.

### Serviciul Informare și Relații Publice
Departamentul Serviciul Informare și Relații publice este responsabil cu informarea publicului cu privire la acțiunile DGPMB și a polițiștilor din cadrul acesteia.

### Serviciul Investigații Criminale
Principalele obiective ale acestui serviciu reprezintă activitățile de cercetare penală și criminalistică pentru identificarea autorilor faptelor mai grave, cum ar fi:
- tâlhării care includ arme, violență, sume mari de bani sau care au consecințe grave
- furturi cu consecințe grave
- evadări
- infracțiuni de lipsire de libertate, răpiri
- executarea mandatelor, cum ar fi cele de arestare preventivă, atât din România cât și din străinătate
- alte infracțiuni, dacă este nevoie

### Serviciul Ordine Publică
Serviciul Ordine Publică este împărțit în mai multe birouri și compartimente: Biroul siguranță publică și proximitate, Biroul sisteme de securitate, Compartimentul sisteme de securitate, Compartimentul sisteme tehnice de alarmare și Compartimentul Secretariat. Principalele atribuții ale acestui departament sunt combaterea și prevenirea infracțiunilor care afectează ordinea și siguranța publică.

### Serviciul Omoruri
Serviciul Omoruri cercetează infracțiunile de omor, tentativă de omor, loviri cauzatoare de moarte, viol sau tâlhărie în urma căruia apare moartea victimei, uciderea sau vătămarea nou-născutului de către mamă și alte infracțiuni asemănătoare. De asemenea, acest departament investighează și culpele medicale, accidentele, incendiile în urma cărora apare moartea și orice alte infracțiuni împotriva vieții.

### Serviciul de Investigare a Criminalității Economice
Acest serviciu este impărțit în mai multe birouri, care se ocupă cu diverse activități de cercetare penală:
- Biroul Investigații Complexe: investighează infracțiunile cu prejudicii mai mari de 1.000.000 de euro sau care afectează grav mediul economic.
- Biroul de Investigare a Criminalității din Mediul de Afaceri: se ocupă cu investigarea infracțiunilor din mediul de afaceri, cum ar fi cele din construcții, transporturi, etc.
- Biroul de Investigare a Criminalității la Regimul Fondurilor Publice și Corupției: cercetează infracțiunile de corupție, conflict de interese sau cele legate de administrația publică.
- Biroul de Investigare a Evaziunii Fiscale și Spălării Banilor: investighează evaziunea fiscală, frauda, spălarea de bani și alte infracțiuni de criminalitate financiară.

În principal, acest departament cercetează dosarele legate de criminalitatea economică.

### Serviciul Arme, Explozivi și Substanțe Periculoase
Serviciul Arme, Explozivi și Substanțe Periculoase identifică și cercetează persoanele care dețin ilegal explozibile, armament, muniție sau substanțe periculoase. De asemenea, această structură este responsabilă și pentru eliberarea autorizațiilor pentru deținerea și comercializarea armamentului.

### Brigada de Poliție pentru Transportul Public
Acest departament acționează în mijloacele de transport public din București, incluzând metroul. Atribuțiile politiștilor care fac parte din acest departament sunt de a preveni și combate infracțiunile care au loc în mijloacele de transport în comun.

### Serviciul pentru Acțiuni Speciale (S.A.S)
Polițiștii din cadrul acestei unități intervin în situațiile grave, păzesc transporturi speciale, organizează acțiuni de prindere în flagrant, eliberează persoane sechestrate sau răpite și contribuie la prinderea infractorilor considerați periculoși.

### Serviciul de Poliție Canină
Folosește câini speciali pentru găsirea persoanelor dispărute, detectarea urmelor, drogurilor, contrabandei și pentru găsirea cadavrelor umane ascunse.

### Serviciul Criminalistic
Asigură expertize balistice, grafice, analizează locul faptei și identifică persoane suspecte. Este compus din mai multe laboratoare, printre care se numără:
- Laboratorul de Expertize Grafice și Tehnica Documentelor: analizează semnături sau tipuri de scris, reconstituie documente și analizează documente falsificate.
- Laboratorul de Expertize Balistice și Traseologice: investighează infracțiuni care includ arme de foc sau muniție.
- Laboratorul Dactiloscopie Judiciară: descoperă, prelucrează și analizează amprente de la suspecți sau cadavre
- Laboratorul de Identificare IMAGETRAK și CDN: folosește algoritmi de identificare facială și identifică persoane dispărute, cu identitate necunoscută sau cadavre și crează portrete pentru persoanele dispărute sau căutate
- Laboratorul de Psihologie Criminalistică: folosește poligraful și analizează suspecții din punct de vedere psihologic
- Laboratorul de Investigare Tehnico-Științifică a Locului Faptei: examinează locul faptei și investighează la fața locului morțile suspecte și cadavrele cu identitate necunoscută
- Laboratorul de Tehnică Foto-Video: obțin dovezi de la locul faptei.

### Brigada Rutieră București
Supraveghează traficul rutier și se asigură de respectarea legislației rutiere, cercetează accidentele rutiere, dirijează traficul și asigură deplasarea coloanelor oficiale.

## Publicații
Direcția Generală de Poliție a Municipiului București editează o revistă lunară numită „Revista Poliția Capitalei” (ISSN 1584-9910), care funcționează în baza Hotărârii Guvernului României nr.253/PJ/1991 și face parte din Asociația Polițiștilor Bucureșteni (ASPOL). 